# Aterica amaxia
Aterica amaxia är en fjärilsart som beskrevs av William Chapman Hewitson 1866. Aterica amaxia ingår i släktet Aterica och familjen praktfjärilar. Inga underarter finns listade i Catalogue of Life.

## Bildgalleri

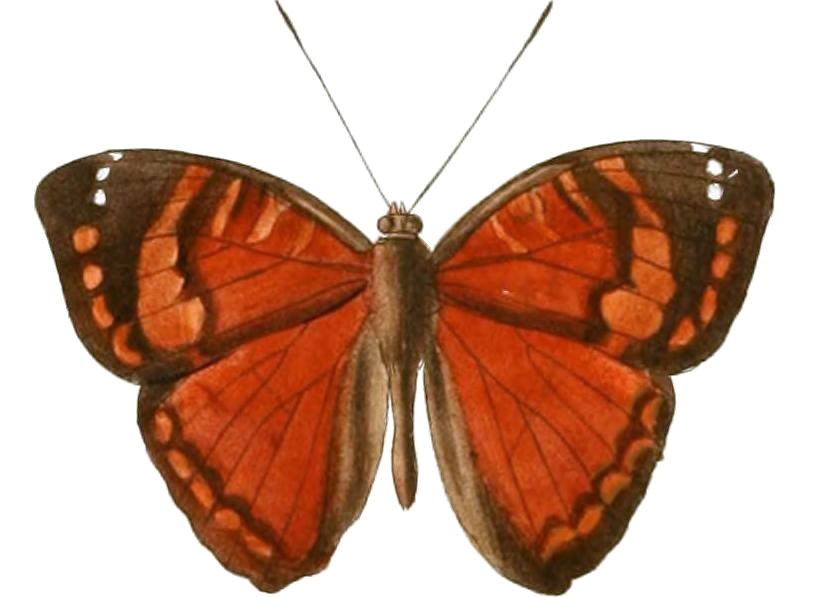
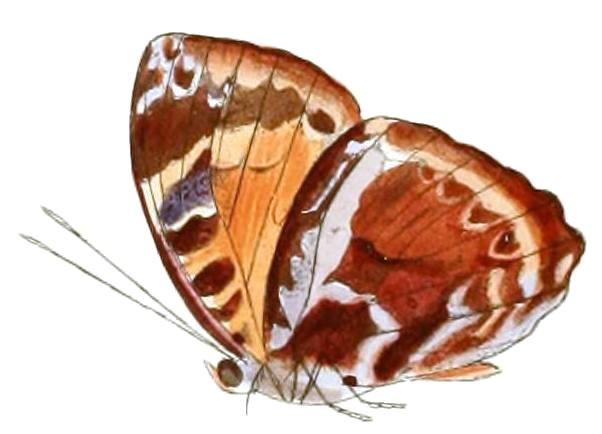
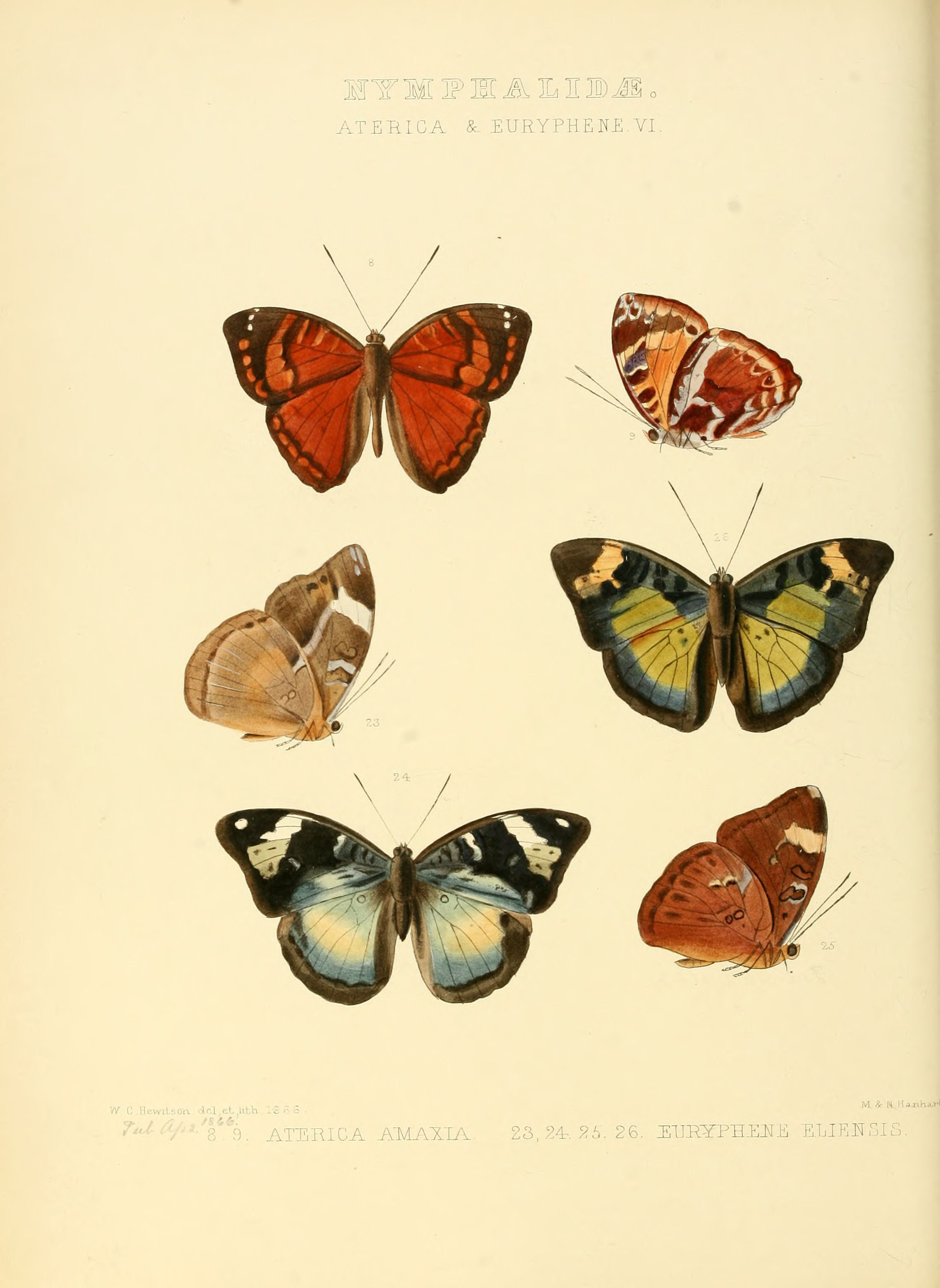